# الموارد الطبيعية في كوسوفو

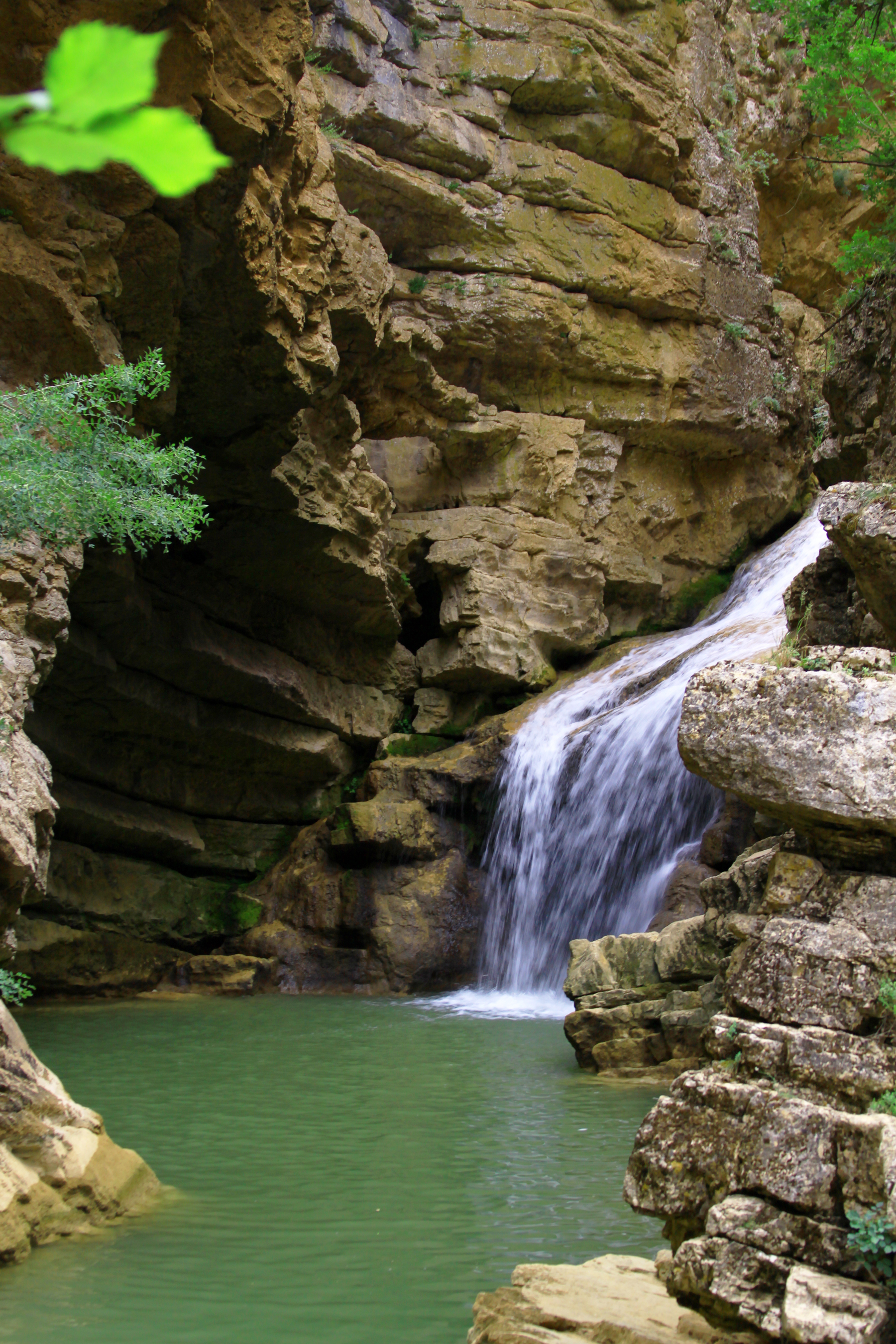

الموارد الطبيعية في كوسوفو وفيرة. إن كوسوفو غنية بشكل أساسي بالموارد المعدنية مثل : الفحم والزنك والرصاص والفضة والكروم، وأيضا الأراضي الزراعية الخصبة. كوسوفو غنية أيضا بالغابات والأنهار والجبال والتربة الخصبة. كوسوفو غنية بالفحم بشكل خاص، حيث تحتل المرتبة الثالثة بين الدول الأوروبية من حيث أكبر احتياطات الفحم. تمتلك كوسوفو حوالي 14,700 مليار طن من احتياطات الفحم، أي خامس أكبر احتياطي من الفحم الحجري في العالم.

## الموارد الطبيعية عبر التاريخ
كانت الموارد الطبيعية في كوسوفو ذات يوم «العمود الفقري للصناعة». ومع ذلك، فإن الإنتاج منخفض حاليًا بسبب عدم كفاية الاستثمارات في المعدات الصناعية. ومن بين هذه الموارد الطبيعية التي كانت مهمة في السابق في اقتصاد كوسوفو المعادن والفلزات مثل : اللجنيت والألومنيوم والكروم والمغنيسيوم والنيكل والرصاص والزنك والعديد من مواد البناء المختلفة.

## الأراضي
يبلغ إجمالي مساحة كوسوفو 10,877 كيلومتر مربع، وهي مصنفة كالتالي : 53 إلى 54.23٪ عبارة عن أراضي صالحة للزراعة، و 40.92٪ من الأراضي الغابوية و 4.85٪ من الأراضي غير صالحة للزراعة (عقيمة). تمتلك كوسوفو مجموعة واسعة من أنواع التربة. تشير التقديرات إلى أن 15٪ من التربة في كوسوفو هي تربة ذات جودة عالية، بينما 29٪ ذات جودة متوسطة، فيما 56٪ من التربة تربة ذات جودة رديئة، أي أن التربة ذات الجودة العالية والمتوسطة تشكل 44٪ من التربة في كوسوفو. تتكون التربة ذات الجودة العالية والمتوسطة بنسبة 11٪ من تربة الدبال، و 8.4٪ من أراضي الكربونات الرمادية، و 7.8٪ من التربة الغرينية، وغيرها من التربة الداكنة والأفعوانية. تتكون التربة ذات النوعية الرديئة من الأراضي المخففة والمستنقعات والتربة الحمضية الرمادية والتربة العقيمة الأخرى، وتقع أساسا على المناطق الجبلية والمرتفعات.

### أراض صالحة للزراعة
النشاط الاقتصادي الرئيسي في كوسوفو هو الزراعة. 54.23٪ من الأراضي في كوسوفو مؤهلة لتكون أرضا زراعية، أي 342,400 هكتار من مساحتها. ومع ذلك، فإن القطاع الزراعي الرسمي يُشغل فقط 3.9٪ من اليد العاملة. من بين 54.23٪ من الأراضي التي تعتبر أرضًا زراعية، يعتبر 15٪ منها أرضا زراعية ذات نوعية جيدة، و 29٪ من الأراضي الزراعية متوسطة الجودة و 56٪ المتبقية من الأراضي ذات النوعية الرديئة.

### أراضي غابوية
للغابات أهمية كبيرة في كوسوفو وهي واحدة من أعظم موارد كوسوفو الطبيعية. وهي تشمل 40.92٪ من إجمالي مساحة الأراضي في البلاد. تتسم الغابات في كوسوفو بأهمية كبيرة لأنها غنية بالتنوع البيولوجي، حيث تغطي ما مجموعه 464,800 هكتار، إضافة إلى 28,200 هكتار أخرى من الأراضي الغابوية.

### النباتات
تمتلك كوسوفو واحدة من أغنى الدول في البلقان من حيث الغطاء النباتي، على الرغم من أنها لا تشكل سوى 2.3٪ من مساحة البلقان. الأهم في هذه الصدد هي الألب الألبانية وجبال شار. حتى الآن، تم تحديد ما يقرب من 2500 نوع من النباتات في كوسوفو. يمثل هذا التنوع النباتي العالي في كوسوفو موردا طبيعيا قيما، خاصة بالنظر إلى مساحة البلاد الصغيرة. ومع ذلك، حتى مع هذه الموارد الغنية، لم تستخدم النباتات في كوسوفو من أجل تطوير الاقتصاد، سواء في الماضي أو في الحاضر. 

## الخشب
يُستخدم الخشب في كوسوفو كمصدر رئيسي للتدفئة. تشير الدراسات إلى أن الأسر في كوسوفو تستهلك 7.58  م3 من الخشب كل سنة واحدة، أو ما مجموعه استهلاك 1.525 مليون م3 سنويا.